# Глубокая (приток Речелги)
Глубокая — река в Талицком муниципальном округе Свердловской области, приток реки Речелга. Длина реки 11 км. Впадает в Речелгу в 22 км от её устья по правому берегу.

## Данные водного реестра
По данным государственного водного реестра России относится к Иртышскому бассейновому округу, речной бассейн — Иртыш, речной подбассейн — Тобол, водохозяйственный участок — Пышма от Белоярского гидроузла и до устья, без реки Рефт от истока до Рефтинского гидроузла.
Код объекта в государственном водном реестре — 14010502212111200007976.